# Brad Isbister
Bradley „Brad“ Isbister (* 7. Mai 1977 in Edmonton, Alberta) ist ein ehemaliger kanadischer Eishockeyspieler und -trainer, der im Verlauf aktiven Karriere zwischen 1993 und 2009 unter anderem 559 Spiele für die Phoenix Coyotes, New York Islanders, Edmonton Oilers, Boston Bruins, New York Rangers und Vancouver Canucks in der National Hockey League (NHL) auf der Position des linken Flügelstürmers bestritten hat.

## Karriere
Isbister spielte während seiner Juniorenzeit zwischen 1993 und 1997 für die Portland Winter Hawks in der Western Hockey League (WHL). Dort sammelte er binnen der vier Jahre in 249 Partien 186 Scorerpunkte. Während dieser Zeit war der Flügelspieler im NHL Entry Draft 1995 in der dritten Runde an 67. Stelle von den Winnipeg Jets aus der National Hockey League (NHL) ausgewählt. Im Juli 1996 gingen die Rechte an seiner Person an die Phoenix Coyotes über, nachdem das Franchise umgesiedelt und umbenannt worden war.

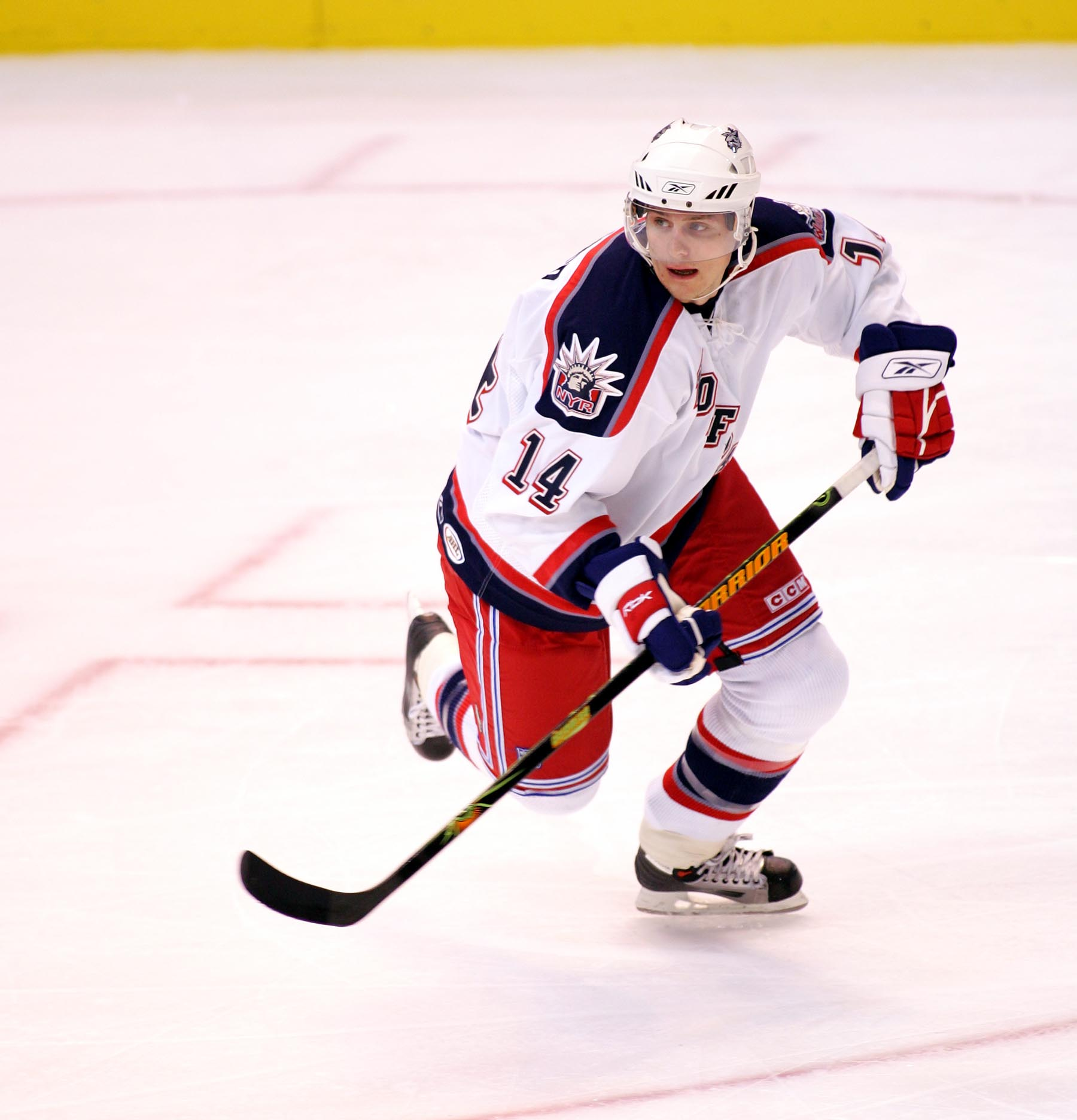
Isbister im Trikot des Hartford Wolf Pack (2006)

Nach dem Ende der WHL-Saison 1996/97 wechselte der Kanadier in den Profibereich und machte dort bei den Springfield Falcons, dem Farmteam der Coyotes, in der American Hockey League (AHL) erste Versuche dort Fuß zu fassen. In der Spielzeit 1997/98 erarbeitete sich der Rookie einen Stammplatz im Kader Phoenix’ und absolvierte insgesamt 66 Partien. Sein zweites NHL-Jahr verlief weniger positiv, da Isbister immer wieder von Verletzungen zurückgeworfen wurde und er so nur 32 Spiele für die Coyotes bestritt. Im März 1999 trennten sie sich dann von ihrem Talent und transferierten es mit einem Drittrunden-Wahlrecht im NHL Entry Draft 1999 zu den New York Islanders. Diese gaben den Tschechen Robert Reichel und jeweils ein Dritt- und Viertrunden-Wahlrecht im selben Draft nach Phoenix ab.
Aufgrund seiner Verletzungen bestritt der Flügelstürmer erst in der Saison 1999/2000 sein Debüt für die Islanders. Mit 42 Scorerpunkten in 64 Begegnungen bestritt er seine beste NHL-Spielzeit. Erst als die Produktivität des Power Forwards merklich abnahm, entschied sich New York im März 2003 ihn und Raffi Torres zu den Edmonton Oilers ziehen zu lassen. Als Kompensation erhielten die Islanders den finnischen Verteidiger Janne Niinimaa und ein Zweitrunden-Wahlrecht im NHL Entry Draft 2003. Bei den Oilers blieb der Stürmer bis zum August 2006, bestritt aber wegen des Lockouts und des damit verbundenen Komplettausfalls der NHL-Saison 2004/05 nur etwas mehr als eine Spielzeit und 70 Spiele für das Team seiner Geburtsstadt. Nachdem er Teile der Lockout-Saison in Österreich beim HC Innsbruck verbracht hatte, schickte ihn das Management Edmontons für eine Viertrunden-Draftrecht im NHL Entry Draft 2006 zu den Boston Bruins, wo er die Spielzeit 2005/06 verbrachte.
Im August 2006 schloss sich Isbister als Free Agent auf Basis eines Einjahresvertrags dem amtierenden Stanley-Cup-Sieger Carolina Hurricanes an. Dort konnte sich der Angreifer aber keinen Stammplatz erspielen und wurde zu den Albany River Rats in die American Hockey League abgeschoben. Isbister erbat daraufhin im November 2006 einen Transfer und landete im Tausch für Jakub Petružálek bei den New York Rangers. Nachdem diese seinen Vertrag nicht verlängerten, wechselte Isbister zur Spielzeit 2007/08 zu den Vancouver Canucks und nach einem Jahr dort zu den Ottawa Senators. Den dort im September 2008 abgeschlossenen Vertrag trat er aber nicht an und wechselte stattdessen im darauffolgenden Oktober zurück nach Europa. Beim EV Zug in der Schweizer National League A (NLA) absolvierte der Kanadier seine letzte Profispielzeit, ehe er am 26. September 2009 im Alter von 32 Jahren das offizielle Ende seiner aktiven Karriere bekannt gab.
In der Saison 2010/11 arbeitete Isbister als Assistenztrainer im Eishockeyprogramm der University of Calgary in der Canadian Interuniversity Sport (CIS).

### International
Isbister vertrat sein Heimatland im Juniorenbereich bei der Junioren-Weltmeisterschaft 1997 in der Schweiz, wo er mit dem Team die Goldmedaille gewann. Im Seniorenbereich lief er bei den Weltmeisterschaften 2000 in Russland und 2001 in Deutschland auf. Ein Medaillengewinn blieb durch das Erreichen des vierten und fünften Platzes aber aus.

## Erfolge und Auszeichnungen
- 1997 Goldmedaille bei der Junioren-Weltmeisterschaft
- 1997 WHL West Second All-Star Team

## Karrierestatistik

### International
Vertrat Kanada bei:
- Junioren-Weltmeisterschaft 1997
- Weltmeisterschaft 2000
- Weltmeisterschaft 2001

(Legende zur Spielerstatistik: Sp oder GP = absolvierte Spiele; T oder G = erzielte Tore; V oder A = erzielte Assists; Pkt oder Pts = erzielte Scorerpunkte; SM oder PIM = erhaltene Strafminuten; +/− = Plus/Minus-Bilanz; PP = erzielte Überzahltore; SH = erzielte Unterzahltore; GW = erzielte Siegtore; 1 Play-downs/Relegation; Kursiv: Statistik nicht vollständig)